# Бюї-сюр-Дамвіль
Бюї́-сюр-Дамві́ль (фр. Buis-sur-Damville) — колишній муніципалітет у Франції, у регіоні Нормандія, департамент Ер. Населення — 991 осіб (2011).
Муніципалітет розташований на відстані близько 90 км на захід від Парижа, 70 км на південь від Руана, 21 км на південь від Евре.

## Історія
До 2015 року муніципалітет перебував у складі регіону Верхня Нормандія. Від 1 січня 2016 року належить до нового об'єднаного регіону Нормандія.
1-1-2019 Бюї-сюр-Дамвіль, Гранвільє i Роман було приєднано до муніципалітету Меній-сюр-Ітон.

## Демографія
Динаміка населення (INSEE ):
Розподіл населення за віком та статтю (2006):
| Стать | Всього | До 15 років | 15-24 | 25-44 | 45-64 | 65-85 | Понад 85 |
| --- | ------ | ----------- | ----- | ----- | ----- | ----- | -------- |
| Чоловіки | 419    | 100         | 48    | 143   | 88    | 40    | 0        |
| Жінки | 442    | 88          | 75    | 143   | 92    | 40    | 4        |
| \| Статево-вікова піраміда \| Статево-вікова піраміда \| Статево-вікова піраміда \| \| ----------------------- \| ----------------------- \| ----------------------- \| \| Чоловіки \| Вік \| Жінки \| \| 0 \| 85 + \| 4 \| \| 4 \| 80-84 \| 12 \| \| 16 \| 75-79 \| 8 \| \| 16 \| 70-74 \| 12 \| \| 4 \| 65-69 \| 8 \| \| 12 \| 60-64 \| 12 \| \| 28 \| 55-59 \| 20 \| \| 24 \| 50-54 \| 28 \| \| 24 \| 45-49 \| 32 \| \| 51 \| 40-44 \| 40 \| \| 36 \| 35-39 \| 36 \| \| 36 \| 30-34 \| 24 \| \| 20 \| 25-29 \| 43 \| \| 24 \| 20-24 \| 16 \| \| 24 \| 15-20 \| 59 \| \| 32 \| 10-14 \| 32 \| \| 28 \| 5-9 \| 20 \| \| 40 \| 0-4 \| 36 \| |        |             |       |       |       |       |          |
| Статево-вікова піраміда |        |             |       |       |       |       |          |
| Чоловіки | Вік    | Жінки       |       |       |       |       |          |
| 0 | 85 +   | 4           |       |       |       |       |          |
| 4 | 80-84  | 12          |       |       |       |       |          |
| 16 | 75-79  | 8           |       |       |       |       |          |
| 16 | 70-74  | 12          |       |       |       |       |          |
| 4 | 65-69  | 8           |       |       |       |       |          |
| 12 | 60-64  | 12          |       |       |       |       |          |
| 28 | 55-59  | 20          |       |       |       |       |          |
| 24 | 50-54  | 28          |       |       |       |       |          |
| 24 | 45-49  | 32          |       |       |       |       |          |
| 51 | 40-44  | 40          |       |       |       |       |          |
| 36 | 35-39  | 36          |       |       |       |       |          |
| 36 | 30-34  | 24          |       |       |       |       |          |
| 20 | 25-29  | 43          |       |       |       |       |          |
| 24 | 20-24  | 16          |       |       |       |       |          |
| 24 | 15-20  | 59          |       |       |       |       |          |
| 32 | 10-14  | 32          |       |       |       |       |          |
| 28 | 5-9    | 20          |       |       |       |       |          |
| 40 | 0-4    | 36          |       |       |       |       |          |

## Економіка
2010 року серед 630 осіб працездатного віку (15—64 років) 496 були активними, 134 — неактивними (показник активності 78,7%, у 1999 році було 74,8%). З 496 активних мешканців працювали 472 особи (250 чоловіків та 222 жінки), безробітними було 24 (10 чоловіків та 14 жінок). Серед 134 неактивних 52 особи були учнями чи студентами, 48 — пенсіонерами, 34 були неактивними з інших причин.

У 2010 році в муніципалітеті числилось 340 оподаткованих домогосподарств, у яких проживали 972,0 особи, медіана доходів виносила 20 630 євро на одного особоспоживача